# École des hautes études internationales et politiques
L'École des hautes études internationales et politiques (HEIP), anciennement l'école des hautes études politiques (HEP) et l'école des hautes études internationales (HEI), est un établissement libre d’enseignement supérieur privé fondé en 1899 par Dick May sous le nom d'École des hautes études sociales (EHES).
Au moment de sa création, l'école compte un département de journalisme, un département de morale et un département de science politique. Un département de relations internationales est créé en 1904. L'institution accueille des professeurs comme Émile Durkheim, titulaire d'une chaire de sociologie, un Président de la République à l'image de Paul Deschanel de la chaire d'actualité internationale ainsi qu'Aristide Briand (chaire « Questions sociales ») et le philosophe britannique Bertrand Russell (chaire « Philosophie politique anglo-saxonne »). L'école comprend aujourd'hui six départements : science politique, géostratégie, droit public, commerce et économie politique. Elle fait partie depuis 2012 du groupe Omnes Éducation, formé autour de l'INSEEC, ce qui rapproche l'institution du milieu de l'entrepreneuriat.
Le campus principal de l'École est situé 10, rue Sextius Michel, dans le XVe arrondissement de Paris. Depuis septembre 2022, l'établissement dispose d'un campus à La Défense. Il existe en outre des campus à Bordeaux, Lyon, dans le quartier de Marylebone à Londres ainsi qu'à Rennes à partir de septembre 2023. 

## Histoire

### Origines
Dans la seconde partie du XIXe siècle, un certain nombre d'intellectuels français dont l'historien Ernest Renan déplorent les méthodes d'enseignement supérieur, qui « est moins celui de la science moderne que celui des rhéteurs du IVe siècle ou du Ve siècle. » La volonté de moderniser l'université française aboutit à la création en 1868 de l'École pratique des hautes études. S'opposent alors l'enseignement magistral français et la pratique des séminaires, alors en vogue dans le monde académique allemand. La défaite de 1870 ainsi que les crises politiques successives que traverse la IIIe République naissante (scandale de Panama, scandale des décorations, Affaire Dreyfus) renforce ce mouvement en faveur de l'émancipation académique, tandis que les sciences sociales émergent en tant que discipline distincte. La fin du siècle voit la multiplication d'université libre à l'image de l'université nouvelle de Bruxelles à partir de 1894 et la London School of Economics en 1900.

### 1899: création de l'École des hautes études sociales
En 1895, la romancière et féministe Jeanne Weill (connue sous le pseudonyme de Dick May) et le sociologue Théophile Funk créent le Collège libre des sciences sociales, consacrée à « l’étude désintéressée des grands problèmes sociologiques, économiques et politiques d’actualité ». En 1899, une partie du Collège devient l'École des hautes études sociales, où le journalisme devient une véritable discipline universitaire sous l'égide d'Émile Durkheim. L'École s'installe rue de la Sorbonne, dans le prestigieux Ve arrondissement de Paris. 
En 1904, l'institution se dote d'un département de relations internationales, puis d'un département des Arts dont la direction est confiée à Romain Rolland et Léon Rosenthal. La sociologie urbaine y est enseignée de même que la question sociale, principales distinctions avec le Collège dont l'enseignement restait essentiellement axée sur les théories positivistes d'Auguste Comte. Proche des milieux socialistes, Alphonse Eulard et Léon Bourgeois y dispensent des séminaires sur le solidarisme. Georges Sorel, théoricien du marxisme, occupe la chaire des questions sociales.
Entre 1901 et 1906 exista une École russe des hautes études sociales affiliée à l'institution, où des cours magistraux étaient dispensées en russe par Maxime Kovalevski dissident de l'Université de Moscou et Eugène de Robertis. La Révolution de 1905 provoqua la dissolution de la section russe.
À la veille de la Première Guerre mondiale, l'école compte près d'un millier d'étudiants : le cycle d'études durait deux années et les frais de scolarité s'élevait en moyenne à trente francs par an (vingt francs de frais d'inscription général et dix francs de frais par section). À la même époque, le salaire journalier moyen ne dépasse guère cinq francs. Les deux sources de financement principales furent la levée d'une souscription par la Société des Amis de l'École des hautes études sociales et le vote d'une subvention de la Chambre des députés à hauteur de 12 000 francs en 1900. L’École délivrait alors deux types de diplômes : un diplôme de fin d’études de section et un diplôme de l’École. Pour obtenir le diplôme de fin d’études de section, il fallait suivre l’ensemble des cours de l’université et rédiger un mémoire.
Dans l'entre-deux-guerres, Pierre Mendès-France y dispense un cours d'économie politique tandis qu'Aristide Briand y développe ses thèses sur la Société des Nations. L'activité de l'établissement est rationalisée : seules sont maintenues l'école de journalisme, l'école sociale (qui devient l'école des hautes études politiques, HEP) et l'école de géopolitique (qui devient l'école des hautes études internationales, HEI). En 1947, l'institution déménage place Saint-Germain des Prés.

### Années 1980: création du CEDS et autonomie de l'école de journalisme
Sous l'impulsion de Maurice Schumann, devenu directeur en 1980, est créé le Centre d’études diplomatiques et stratégiques (CEDS) dont la gestion est confiée au géopolitologue Pascal Chaigneau. Les deux écoles restent sous la direction de l'ancien ministre Schumann jusqu'en 1999. À partir de 1986, l'école de journalisme devient effectivement autonome et prend le nom d'École supérieure de journalisme (ESJ).  
En 2003, l'école se sépare en deux établissements, d'une part HEI-HEP, et d'autre part l'École supérieure de journalisme (ESJ). Jusqu'en 2006, l'avocat et géopolitologue Pascal Chaigneau est administrateur général du groupe HEI-HEP-ESJ. 
En 2007, le groupe HEI-HEP se sépare définitivement de l'ESJ par sa vente à Cyrille Benoist, dirigeant du groupe LMD. 

### Années 2010: rachats successifs
En 2012, l'European Business School Paris (EBS) acquiert l'École des hautes études internationales et politiques (HEIP). L'année suivante, le groupe américain Laureate International Universities rachète le groupe EBS. 
En 2016, Laureate cède ses filiales françaises au fonds d'investissement Apax Partners, alors propriétaire de l'Institut des hautes études économiques et commerciales. HEIP intègre alors le groupe INSEEC U., qui devient Omnes Education en 2021.

## Gouvernance
Le premier directeur de l'école fut le philosophe Émile Boutroux.

## Personnalités liées

### Enseignants et anciens enseignants
- Émile Boutroux, philosophe français
- Pascal Chaigneau, professeur de droit et avocat français
- Bernard Dorin, diplomate français
- Georges Ayache, diplomate, politologue et avocat français
- Thierry Garcin, enseignant-chercheur français en relations internationales
- Eugène Berg, essayiste et diplomate français
- Jérôme Baloge, homme politique français

### Anciens élèves
- Wu Chih-chung, politologue taïwanais
- Barthélémy Courmont, géopolitologue français
- Mahamat Abali Salah, général et homme politique tchadien
- Marie Christina Kolo, entrepreneure sociale malgache
- Sébastien Chenu, homme politique français
- Marina Ferrari, femme politique française[9]
- Sophie Merveilleux du Vignaux, essayiste française